# Costell

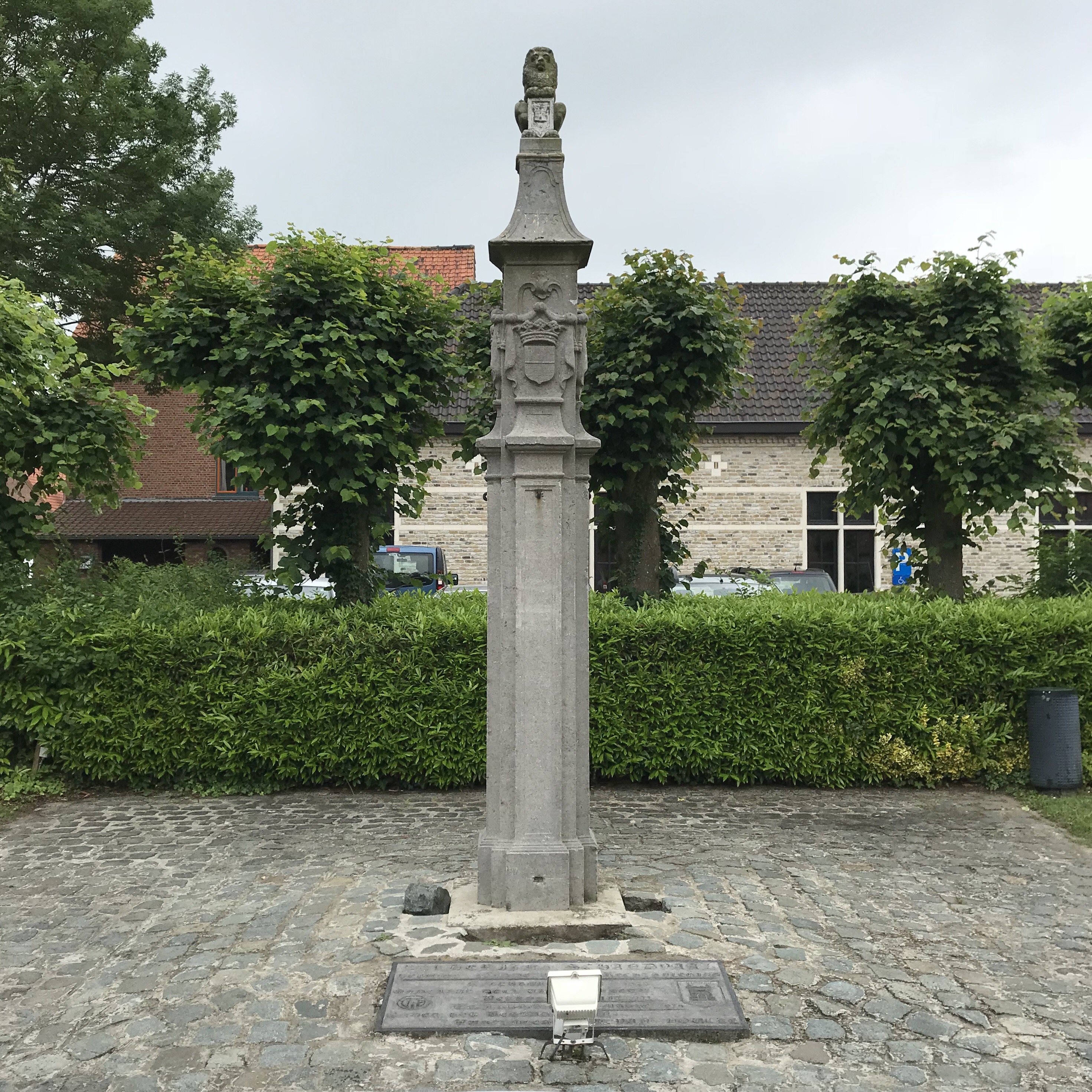
El costell de Middelburg

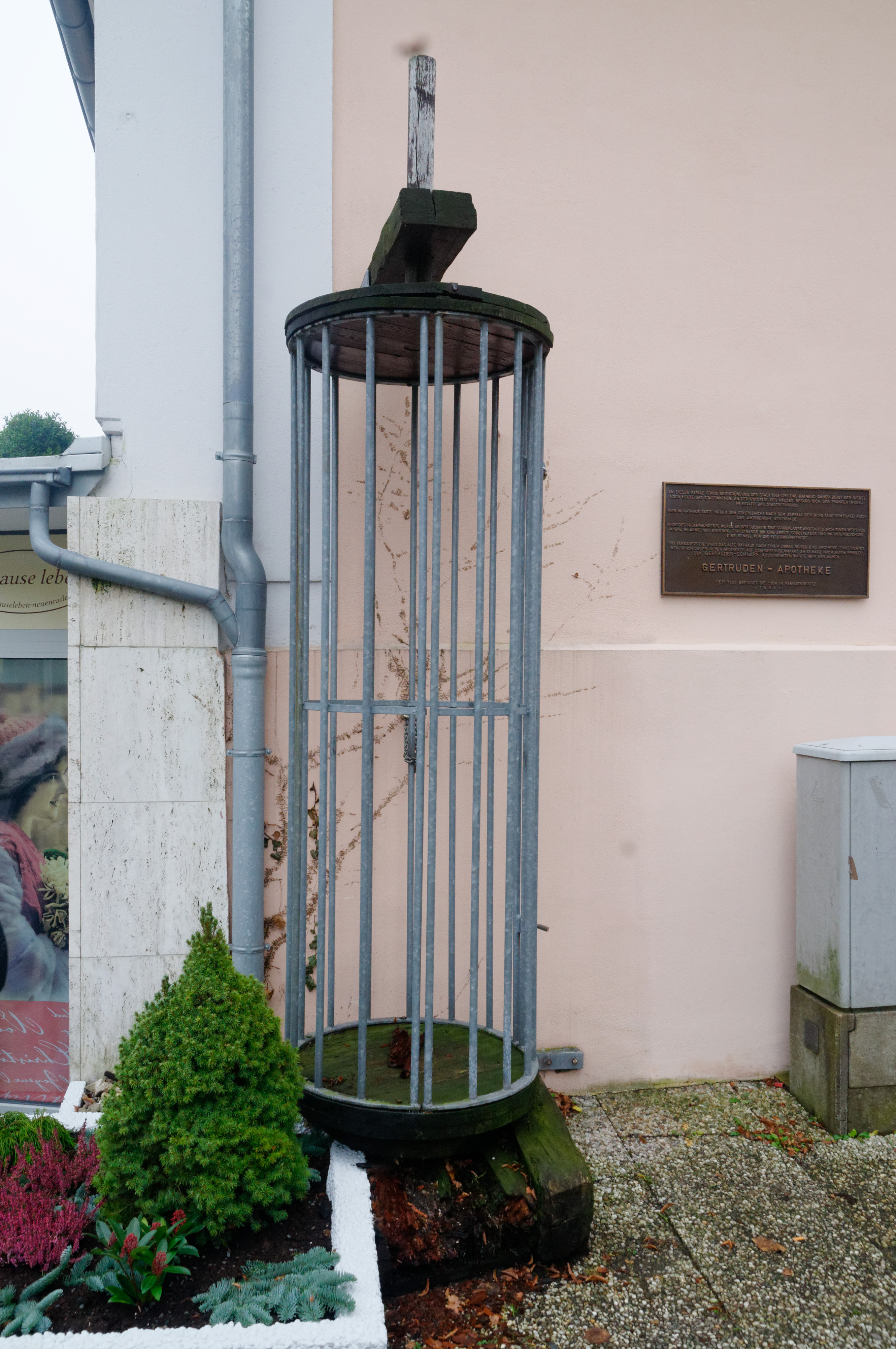
Costell en forma de gàbia a Neuenrade

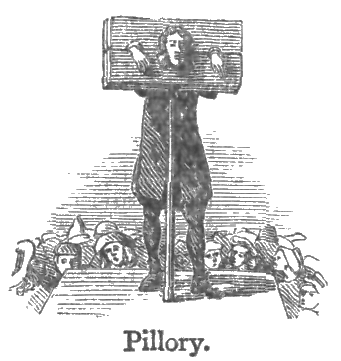
Costell amb dues fustes foradades

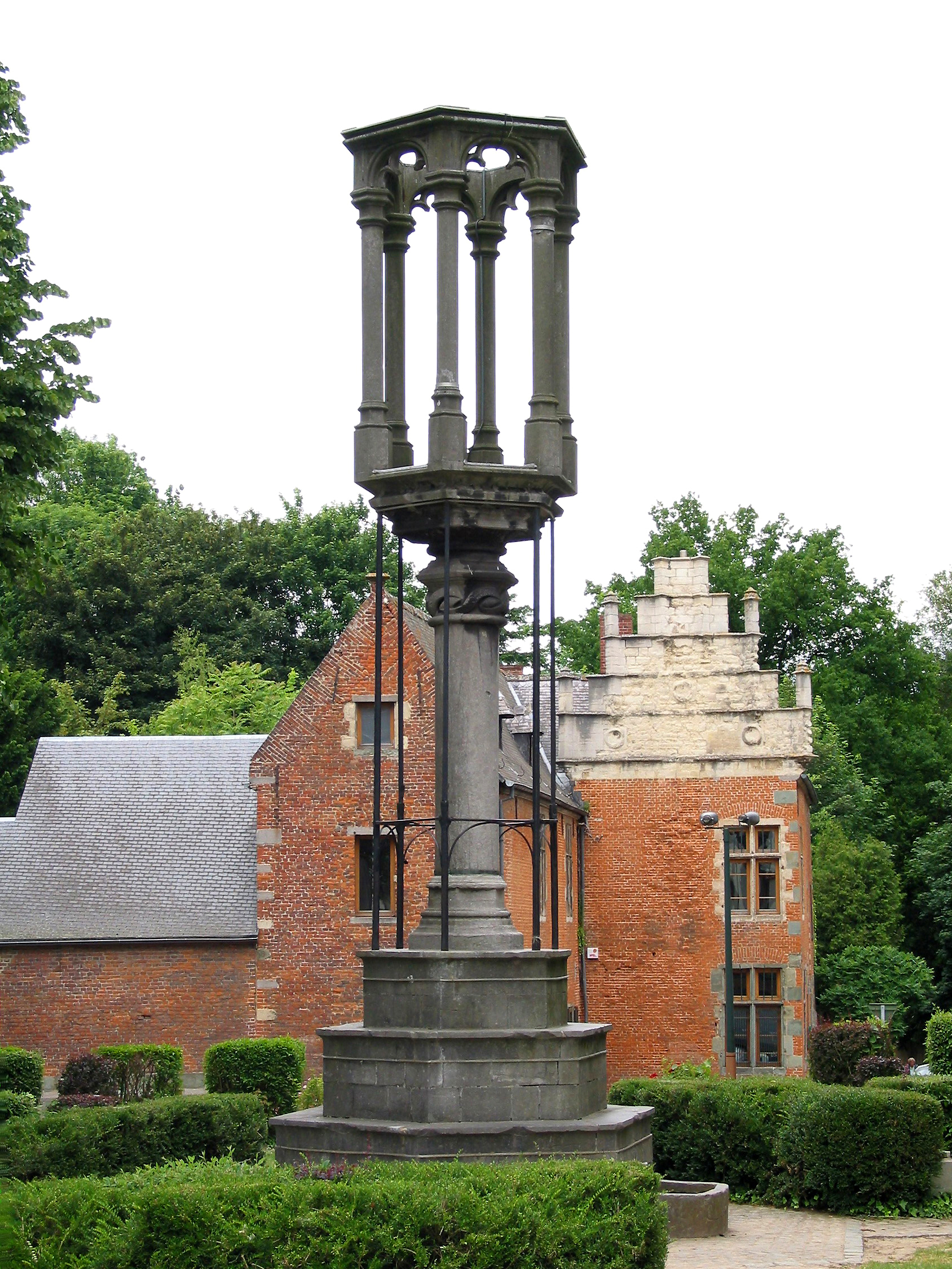
Model amb gàbia a Braine-le-Château

Un costell també anomenat picota és un pal de pedra o de fusta que era símbol de la jurisdicció i del lloc on es feien les execucions. A l'antic règim, el privilegi de plantar costell era un dels drets que el senyor podia atorgar als seus vassalls.
S'hi exposaven els reus i els caps o cossos dels ajusticiats per l'autoritat civil per a exposar-los a la vergonya pública. En certes regions era coronada d'una mena de gàbia, on el condemnat era exposat a l'escarni, tot i romandre protegit d'agressions massa directes. A Catalunya hi havia les columnes senzilles amb unes anelles o bé unes fustes que, en unir-se, deixaven uns forats per a subjectar algun membre del condemnat.
Els costells sovint eren decorats amb l'escut del senyor o del prelat que tenia la jurisdicció i eren aleshores més un símbol que un veritable instrument de tortura, tot i que la seva erecció sempre més freqüent al segle xiv no comptava amb molta simpatia de la població. En temps de revolta, com a símbol del poder vituperat, sovint van ser enderrocats durant moviments d'ira popular. En la iconografia de molts escuts es troba un costell.

## Història
Al Principat de Catalunya, per exemple, quan el cavaller Pasqual Lledós el 1437 va vendre Alberola del qual era senyor, a l'acta de venda s'estipulava: «I per a aquesta jurisdicció criminal i mer imperi sigui patent a tothom, el present i en el futur, que pugueu erigir […] forques, costells i altres signes de dita jurisdicció on pugueu assotar els culpables o bé tallar-los o danyar-los les orelles, mans, peus, nassos o altres membres del cos, o deixar-los lliures o condemnar-los a l'exili o a l'últim suplici o empresonar-los o castigar-los de qualsevol altra manera.» A Castella la pena d'exhibició al costell apareix al segle xiii, al llibre de lleis Las Siete Partidas d'Alfons X de Castella, que la considera l'última de les penes lleus per l'efecte de deshonra i càstig.
Pels decrets del 15 i 17 de desembre del 1792 de la Convenció Nacional francesa va abolir o destruir els símbols del poder feudal (escuts, costells i instruments de tortura…) a França i tots els territoris ocupats en aplicació del principi de la igualtat de la Revolució Francesa. Al regne d'Espanya, va caldre vint-i-un anys més fins que un decret de les Corts de Cadis, de 26 de maig de 1813, va ordenar «la demolició de tots els signes de vassallatge que hi hagués a les entrades de les ciutats, cases particulars, o qualsevol altre lloc, ja que els pobles de la Nació Espanyola no reconeixen ni reconeixeran mai un altre senyoriu que el de la Nació mateixa, i que el seu noble orgull sofriria per tenir a la vista un record continu d'humiliació».
Atès que les lleis de les Corts de Cadis van ser, en bona part, suprimides per Ferran VII, aquest decret es va deixar d'aplicar a partir de llavors i, fins i tot, el 1817 se'n va construir una a Rioseco de Soria.
Vist com a símbol del poder, durant revolucions, se'n van destruir bastants exemplars. Alguns van ser reconvertits en creus per a evitar-ne la demolició. A Espanya queden alguns exemplars dempeus com, per exemple a Presencio, Toreno, Sòria, Vinuesa, Berlanga de Duero, Lacunza (Navarra), Fuentenovilla (Guadalajara), El Bonillo, Ossa de Montiel (Albacete) i a Navalquejigo (Madrid). A Torija (Guadalajara) hi roman una picota de quatre cossos que data del segle xv i l'anomenada  picotilla, una fita enorme que va inaugurar el camí ral a Brihuega, obert per Carles III al segle xviii i que té un text commemoratiu en llatí i castellà. N'hi ha a nombrosos pobles de Càceres com Jaraíz de la Vera, Valverde de la Vera, Jarandilla de la Vera, Losar de la Vera i Trujillo. A Mèxic, hi ha una picota a Zempoala (Hidalgo) que data del segle xvi.

## Posar en el costell

El perron amb costell, símbol a l'escut de Lieja

A part de l'acció física de posar un cap a la picota com escarment, la frase Posar en el costell s'usa normalment en el sentit de «fer evident els defectes d'algú», o «posar en evidència una persona davant dels altres» És més o menys equivalent a l'expressió «treure els drapets al sol».